# Myrke Mulder
Myrke Mulder (11 juli 1984) is een Nederlands langebaanschaatsster.
In 2003 werd zij Nederlands junioren-kampioen Sprint.
In 2004 startte zij op de Nederlandse kampioenschappen afstanden - 500 meter.

## Records

### Persoonlijke records[3]
| Afstand    | Tijd    | Datum         | Baan    |
| ---------- | ------- | ------------- | ------- |
| 500 meter  | 41,57   | 11 maart 2004 | Calgary |
| 1000 meter | 1.20,41 | 12 maart 2004 | Calgary |
| 1500 meter | 2.03,37 | 11 maart 2004 | Calgary |
| 3000 meter | 4.23,44 | 12 maart 2004 | Calgary |